# Манский тоннель
Манский тоннель — железнодорожный тоннель на 729 км линии Абакан — Тайшет Красноярской железной дороги, на перегоне Лукашевич — Кравченко Южно-Сибирской магистрали.
Расположен под Аргазинским перевалом, в Саянских горах, в Партизанском районе Красноярского края. Состоит из двух ниток длиной 2486,7 м (I ветка) и 2460,6 м (II ветка), расположенных параллельно на расстоянии 59 м. Открытие второй нитки состоялось 26 августа 2014 года.
Первая нитка Манского тоннеля была возведена в период 1961-1963 годов вместе со строительством железнодорожной линии Абакан — Тайшет. Тоннель построен в толще твёрдых горных пород метаморфического характера.
Вторая нитка тоннеля была запроектирована в рамках перевода линии на двухпутное движение. На месте строительства были возведены общежитие, столовая, здание управления, баня-сауна, прачечная, ангар для большегрузной техники. В сентябре 2007 года механизированным тоннелепроходческим комплексом производства канадской компании Lovat диаметром резания 3,56 метра была начата проходка транспортно-дренажной штольни вдоль нового тоннеля. В октябре 2011 года начались работы по строительству основного тоннеля второй нитки; работы по его проходке велись с помощью тоннелепроходческого комплекса Lovat большего диаметра. Проходка второй нитки тоннеля была завершена в начале июля 2013 года, торжественное открытие состоялось 26 августа 2014 года. Строительство осуществлялось силами ОАО «Бамтоннельстрой». Планируется реконструкция старой нитки Манского тоннеля.